# 桂香院
桂香院（けいこういん、享保11年8月4日（1726年8月30日） - 寛政12年1月23日（1800年2月16日）は、鳥取藩第4代藩主池田宗泰の正室。和歌山藩第6代藩主徳川宗直の五女。母は側室の山本氏。実名は久姫（ひさひめ）。

## 生涯
寛保3年（1743年）に宗泰に嫁ぎ、延享3年（1746年）に嫡男・勝五郎（のちの重寛）を産んだ。しかし、その翌年に夫が死去したため、勝五郎がわずか2歳で鳥取藩主となった。久姫は幼少で藩主となった息子を後見し、藩政を運営した。重寛が成長してからも、久姫は藩政への影響を保ち続けた。
重寬の没後も、治道（重寬の子）・斉邦（治道の子）と2代にわたって幼少の当主が続いたため、久姫が孫・曾孫の後見を務め、家中では池田家の「尼将軍」と称される存在であったという。
寛政12年（1800年）、75歳で死去した。江戸千駄ヶ谷の仙寿院に葬られたが、昭和39年（1964年）、東京オリンピックによる道路拡張工事の諸事情に伴い墓石は廃棄処分され、遺骨のみ上野の寛永寺第1霊園588番に改葬された。法号は桂香院殿円月妙諦日浄校照大姉。